# سكوت موفات
سكوت موفات (1 فبراير 1973 في جنوب أفريقيا - ) (بالإنجليزية: Scott Moffat)‏ هو لاعب كريكت جنوب أفريقي. لعب مع Hertfordshire County Cricket Club ‏ ونادي مقاطعة ميدلسكس للكريكت ‏.

## وصلات خارجية
- سكوت موفات على موقع إي آس بي آن كريك إنفو (الإنجليزية)